# U.K. (album)
U.K. este eponimul album de debut al supergrupului de rock progresiv, U.K.. Pe album se regăsesc John Wetton, Eddie Jobson, Bill Bruford și Allan Holdsworth. A fost lansat în 1978 prin E.G. Records/Polydor. "In the Dead of Night" și "Mental Medication" au fost lansate ca single-uri. 

## Tracklist
1. "In the Dead of Night" (Eddie Jobson, John Wetton) (5:38)
2. "By the Light of Day" (Jobson, Wetton) (4:32)
3. "Presto Vivace and Reprise" (Jobson, Wetton) (2:58)
4. "Thirty Years" (Wetton, Jobson, Bill Bruford) (8:05)
5. "Alaska" (Jobson) (4:45)
6. "Time to Kill" (Jobson, Wetton, Bruford) (4:55)
7. "Nevermore" (Allan Holdsworth, Jobson, Wetton) (8:09)
8. "Mental Medication" (Holdsworth, Bruford, Jobson) (6:12)

## Single-uri
- "In the Dead of Night"/"Mental Medication"

## Componență
- Eddie Jobson - vioară electrică, clape, electronice
- John Wetton - voce, bas
- Allan Holdsworth - chitare
- Bill Bruford - tobe, percuție